# Боемонд I фон Варнесберг
Боемонд I фон Варнесберг (на немски: Bohemond von Warnesberg; † 9 декември 1299, Трир, Свещена Римска империя) е архиепископ на Трир (като Бохмонд I) и принц-курфюрст на Свещената Римска империя от 1286 г. до смъртта му.

## Живот
Той заема високи религиозни постове в Трир и Мец. Избран от папа Николай IV, той получава потвърждението си в Рим на 6 март 1289 г., след три години, през които двама от конкурентите му умират, а третият, Герхард фон Епщайн, получава митрата на Майнц.
Когато немският крал Рудолф I желае сина му Албрехт да бъде коронясан, за да се гарантира неговото наследство, Боемонд с готовност го коронясва. След смъртта на Рудолф през 1291 г. обаче Зигфрид от Кьолн и Герхард фон Епщайн го принуждават да промени вота си и да избере Адолф от Насау за крал. След коронацията на Адолф, Боемонд остава верен на него и преговаря с него във Фландрия с англичаните и французите. Той подготвя армия, която да се бие срещу Албрехт, но като чува новината за смъртта на Адолф в битката при Гьолхайм, той преминава на страната на Албрехт. Той получава подаръци в имущество от крал Филип IV Френски, крал Едуард I Английски и най-важното самия Албрехт, който му дава замъка Кохем, първоначално заложен от Адолф, за да бъде наследствено притежание на църквата на Трир.
Бохмонд умира в Трир.